# Louis Benech
Pour les articles homonymes, voir Benech.
Ne pas confondre avec Louis Bénech, compositeur et parolier né en 1875.
Louis Benech est un jardinier et paysagiste français né le 16 février 1957 à Neuilly-sur-Seine.
Il acquiert une réputation internationale avec la rénovation du jardin des Tuileries, en 1990.

## Biographie

### Famille
Il est l'oncle germain de l'écrivain Clément Bénech. Son père est architecte.
Il a longtemps eu comme compagnon Christian Louboutin.

### Parcours
Après une maîtrise de droit du travail et alors qu'il espérait être ingénieur eaux et forêts, il décroche un stage dans un cabinet d'avocats, idée qui ne lui plait guère. Louis Benech devient ouvrier horticole en Angleterre aux réputées pépinières Hillier, durant un an et demi. Puis il part dans l'Eure, à la succursale française de ces pépinières anglaise. Il devient jardinier dans une propriété privée de Normandie au haras de Piencourt, qui lui vaut de trouver plusieurs autres clients, dont Marie-Hélène de Rothschild, Anne d'Ornano ou Pierre Bergé pour les jardins du château Gabriel.
Il entame sa carrière de paysagiste à Paris en 1985. Deux ans plus tard, il se fait connaitre significativement. En 1990 après avoir gagné le concours, il est chargé, avec Pascal Cribier et François Roubaud, du réaménagement de la partie ancienne des Tuileries,, « début d'une carrière nationale et internationale qui fait de lui l'un des paysagistes les plus en vue » et les plus reconnus. Le chantier va s'étaler sur une dizaine d'années et lui « apporte la reconnaissance », les demandes se multiplient.
Depuis, Louis Benech travaille sur de nombreux jardins déjà établis tels que les jardins de l'Élysée, le Quai d'Orsay, le domaine de Courson, la roseraie de Pavlovsk à Saint-Pétersbourg, le domaine impérial d'Achilleion à Corfou, le quadrilatère des Archives nationales à Paris et au début des années 2010, la rénovation partielle du parc du domaine de Chaumont-sur-Loire,, un diagnostic sur le Château de Maisons-Laffitte et le bosquet du Théâtre d'Eau du château de Versailles.
À l'aube des années 2020, il a conçu et réalisé avec son équipe parisienne plus de 500 projets de parcs et jardins, publics et privés. Ses chantiers pour des particuliers le conduisent à travailler en France comme à l’étranger (Grèce, Maroc, Portugal, Suisse, Égypte, Panama, Canada, États-Unis, Nouvelle-Zélande sur les îles Chatham pour le plus loin, etc.) ; de même que les commandes de grands institutionnels tels Axa (Hôtel de la Vaupalière à Paris en 2000), Suez (ancien Hôtel Suchet à Paris en 2001), les jardins du château de Pange appartenant au conseil général de la Moselle, Hermès (Dosan Park à Séoul en 2006 ; Ateliers de Pantin, depuis 2008).
Sans avoir un style parfaitement défini, les réalisations de Louis Benech se caractérisent par un souci d'harmoniser le projet paysager et l'environnement architectural ou naturel du site, de créer des jardins pérennes (avec une nécessaire préoccupation écologique), et de conjuguer l'esthétique végétale à l'écosystème donné, à l'usage qui sera fait du jardin et aux contraintes techniques de l'entretien. Il tient compte des circulations et des perspectives.

## Quelques réalisations

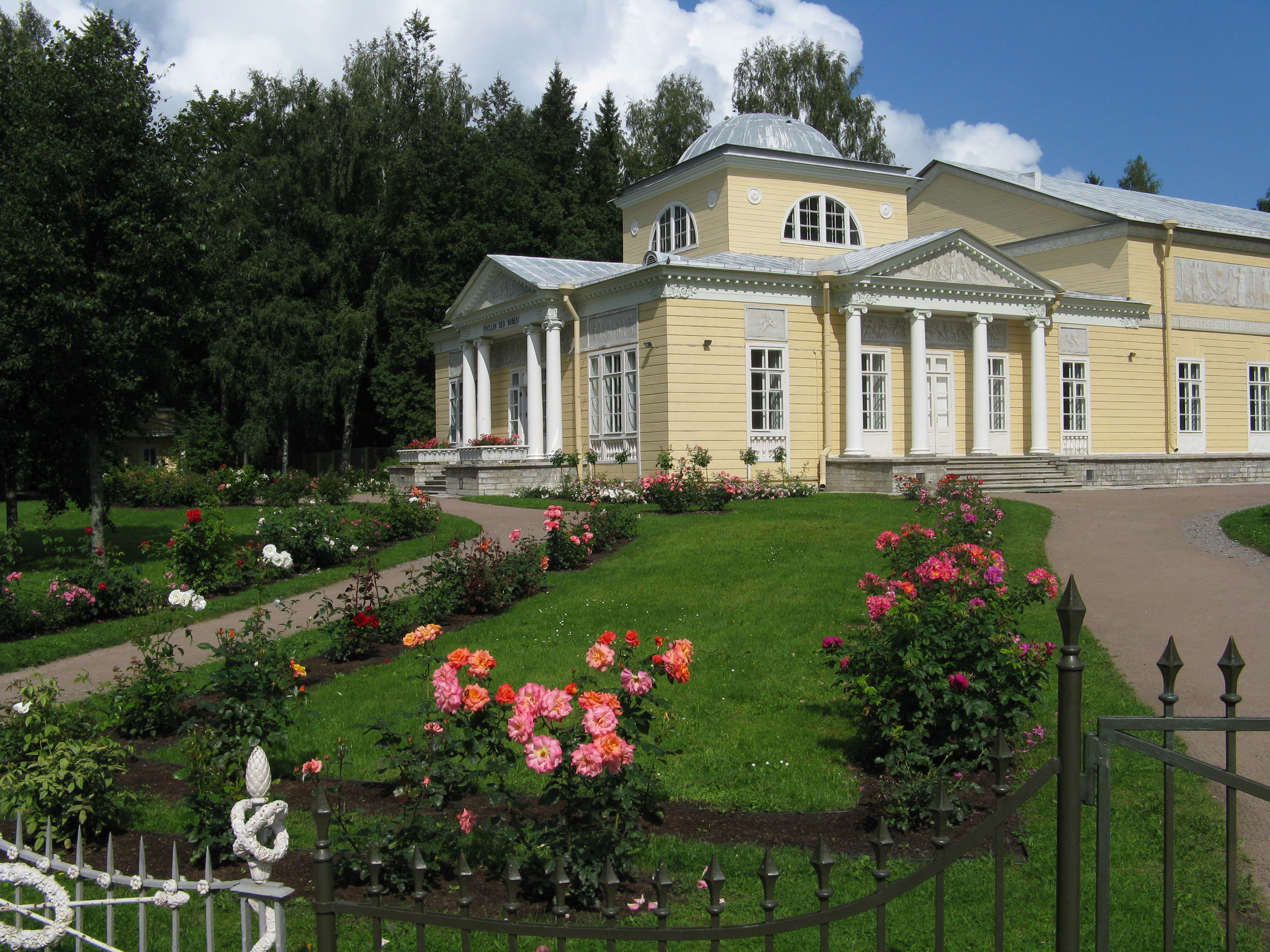
Vue du pavillon des Roses, dans le parc de Pavlovsk.

- Pré du Goualoup du Domaine de Chaumont-sur-Loire (2011-2012)
- Promenade paysagère des jardins du quadrilatère des Archives nationales de Paris (2011)[15]
- Jardin de l’Hôtel Royal Monceau à Paris (2009-2010)[16]
- Jardin de l’hôtel Quinta da Romaneira (Portugal) (2007)
- Jardin de la Cathédrale Saint-Louis à la Nouvelle-Orléans (2009-2010) (U.S.A.)
- Jardins du Soleil et des Nuages du Château de Villandry (2007-2008)
- Jardin de l’hôtel Dar Ahlam, Ouarzazate (2004)
- Restauration du jardin de la propriété Gustave Caillebotte à Yerres (2006)
- Jardin du Château de Pange en Lorraine (2000-2003)
- Réhabilitation du Mont Saint-Esprit au Croisic (1999-2001)
- Réhabilitation du jardin de l’Hôtel du Quai d'Orsay à Paris (1997-1999 et 2009)
- Assistance aux travaux de replantation du domaine national de Saint-Cloud (1996-1997)
- Roseraie du Pavillon des Roses du parc du Palais de Pavlovsk à Saint-Pétersbourg (Russie) (1992-1995)
- Jardin des princesses du Musée national de Rio-de-Janeiro (Brésil) (1992-1995)
- Jardin de l'Europe du Futuroscope à Poitiers (1990-1992)
- Réaménagement du jardin des Tuileries à Paris (en coll., 1990-2000 et conseils depuis 2007)
- Jardin de Piencourt à Cormeilles (1985-1990)
- Roseraie du prieuré Saint-Michel à Vimoutiers
- Le jardin de la Maison des Lumières Denis Diderot à Langres (2012)
- On toit terrasse à New York en 2013 pour Diane von Fürstenberg[5]
- Jardin des ateliers Hermès de Pantin
- Jardin et patio de l'Hôtel Collège des Doctrinaires à Lectoure (2019)
- Potager du Château La Coste, Le Puy-Sainte-Réparade

## Fonctions honorifiques
- Cofondateur du conservatoire des collections végétales spécialisées
- Membre de la Royal Horticultural Society
- Membre du Worshipful Company of Gardeners de Londres
- Membre de l'International Dendrological Society (1987)
- « Artiste d'honneur » de l'année 2006-2007 pour l'association La Source (réalisation d'un « jardin extraordinaire » avec les enfants)
- Membre du conseil national des parcs et jardins auprès du Ministère de la Culture depuis 2007
- Membre du comité de sélection des Journées des plantes de Courson
- Membre du jury du prix P.-J.-Redouté
- Président du jury du festival des jardins de Chaumont-sur-Loire (2008)

## Distinctions
- Chevalier de la Légion d'honneur (2005)
- Chevalier de l'ordre des Arts et des Lettres[réf. nécessaire]